# 源国明
源 国明（みなもと の くにあき）は、平安時代後期の貴族。藤原北家中関白家、若狭守・藤原師基の子。官位は正四位上・伊予守。史料上では源・藤原両姓の表記が錯綜している。

## 経歴
父の婿であった源俊明の養子となる。左衛門佐を経て、白河院政期初頭の寛治2年（1088年）ごろ越後守に任ぜられると、寛治7年（1093年）備前守、康和4年（1102年）伊予守と白河院政期前半に受領を歴任。この間に、承徳2年（1098年）正四位下に叙せられている。白河天皇の乳母子であり白河院庁の執行別当を務めた。
長治2年（1105年）正月に正四位上に昇叙されるが、4月上旬より熱病を発し、4月17日に卒去。享年42。最終官位は伊予守正四位上。国明が没した知らせを受けて白河院は非常に嘆き、翌日予定していた祭の見物を急遽取り止めたという。

## 官歴
- 時期不詳：左衛門佐[1]
- 寛治2年（1088年） 2月22日：見越後守[2]
- 寛治7年（1093年） 7月16日：備前守[3]
- 承徳2年（1098年） 7月9日：正四位下[1][4]
- 康和3年（1101年） 6月6日：見内蔵頭兼備前守[5]
- 康和4年（1102年） 正月23日：伊予守[5]。7月21日：重任[1][6]
- 康和5年（1103年） 8月17日：昇殿[7]
- 長治2年（1105年） 正月5日：正四位上[1]。4月17日：卒去[1]

## 系譜
- 父：藤原師基
- 母：源定良の娘
- 養父：源俊明
- 妻：不詳
- 生母不明の子女
- 男子：覚明
  - 女子：源信雅室?
  - 女子：源雅俊室
- 養子女
  - 男子：源為忠 - 実は源家実の子